# Alberto Fernández de Rosa
Alberto Fernández de Rosa (* 25. April 1944 in Buenos Aires) ist ein argentinischer Schauspieler.

## Leben
Alberto Fernández de Rosa begann bereits als Kind zu schauspielern. Mit elf Jahren stand er erstmals auf einer Theaterbühne, es folgten viele Auftritte im Film und Fernsehen, darunter in der ersten argentinischen Telenovela La familia Falcón und dem Film Komm mit zur blauen Adria. Anschließend war er in der vom ZDF produzierten Serie Kara Ben Nemsi Effendi zu sehen. Er war in weiteren Sendungen und Filmen zu sehen, ehe er 2012 eine Nebenrolle in der argentinischen Telenovela Violetta bekam, in der er seit 2012 regelmäßige Auftritte hat.

## Filmografie (Auswahl)
- 1962: El secreto de Mónica
- 1962: El televisor
- 1962: La familia Falcón
- 1964: Anita de Montemar
- 1964: Apasionada
- 1965: El castigador
- 1965: El ídolo
- 1966: Buenos aires, verano de * 1912
- 1966: Perfecta
- 1968: La pulpera de Santa Lucía
- 1968: La querella
- 1969: El médico y el curandero
- 1969: Los debutantes en el amor
- 1969: Su primer encuentro
- 1971: Nino, las cosas simples de la vida
- 1972: Destino de un capricho
- 1974: Crimen en el hotel alojamiento
- 1975: La guerra del cerdo
- 1975: Las sorpresas
- 1976: Juan que reía
- 1983–1984: Mesa de noticias
- 1985: Flores robadas en los jardines de Quilimes
- 1986: Brigada explosiva contra los ninjas
- 1986: Brigada explosiva
- 1986: Los amores de Laurita
- 1986: Los bañeros más locos del mundo
- 1986: Los insomnes
- 1987: Los matamonstruos en la mansión del terror
- 1988: Los pilotos más locos del mundo
- 1991–1994: Grande Pa!
- 1995–1998: Chiquititas
- 1997: 24 horas
- 1999: La mujer del presidente
- 2001: Poné a Francella
- 2001: Te besaré mañana
- 2002: Una piedra en mi zapato
- 2004: Los Roldán
- 2006: Alma pirata
- 2006: Vientos de agua
- 2007: Televisión por la identidad
- 2011: Los únicos
- 2011–2014: Violetta
- 2014: Guapas